# Milestones
Milestones je kompilacijski album The Rolling Stonesa iz 1972. godine koji je objavila izdavačka kuća Decca. Album je dosegao 14. mjesto na britanskoj top ljestvici. 

## Popis pjesama
1. "(I Can't Get No) Satisfaction"
2. "She's A Rainbow"
3. "Under My Thumb"
4. "I Just Want to Make Love to You"
5. "Yesterday's Papers"
6. "I Wanna Be Your Man"
7. "Time Is on My Side"
8. "Get off of My Cloud"
9. "Not Fade Away"
10. "Out of Time"
11. "She Said Yeah"
12. "Stray Cat Blues"

## Top ljestvice

### Album
| Godina | Ljestvica        | Pozicija |
| ------ | ---------------- | -------- |
| 1972.  | UK Top 50 Albumi | #14      |